# Weidi
Weidi (kinesiska: 围底) är en köping i sydöstra Kina. Den ligger i Luoding i staden Yunfu i provinsen Guangdong, omkring 170 kilometer väster om provinshuvudstaden Guangzhou. Antalet invånare är 37 555. Befolkningen består av 18 324 kvinnor och 19 231 män. Barn under 15 år utgör 26,0 %, vuxna 15-64 år 65 %, och äldre över 65 år 7,0 %.